# Duaringa
Duaringa is een plaats in de Australische deelstaat Queensland en telt 251 inwoners (2001).